# 980

## أحداث
- أوتو الثاني يتخلى عن مطالبه بدوقية لورين

## مواليد
- ابن طاهر البغدادي
- جيفري الأول
- محمد المهدي بالله

### أغسطس
- 22 أغسطس - ابن سينا عالم وشاعر وعالم فلك وطبيب وفيزيائي مسلم شيعي إيراني.